# Trinity-Nunatak
Der Trinity-Nunatak (von englisch trinity ‚Dreifaltigkeit‘) ist ein großer Nunatak im ostantarktischen Viktorialand. Er ragt rund 8 km nördlich der Convoy Range und 22 km westnordwestlich des Mount Douglas inmitten des Mawson-Gletscher auf.
Kartografisch erfasst wurde er 1957 durch die neuseeländische Gruppe der Commonwealth Trans-Antarctic Expedition (1955–1958), die ihn in Anlehnung an seine drei Gipfel benannte.